# キミへ贈る、ソラの花
『キミへ贈る、ソラの花』は2012年12月21日にCabbitより発売された18禁恋愛アドベンチャーゲームである。2013年1月11日にはダウンロード版が発売された。

## ストーリー
（出典：）
主人公・中條 柊哉は自分に霊感があることを子供のころから隠してきた。ある夏の日、柊哉は街で冬服を着込んだ少女・東瀬 まつりに話しかけられる。彼女は実は幽霊で、来年の春に開校する蘇芳学園のために、霊感のある少年少女を集めていると言う。自分の霊感に思うところがあった柊哉は、蘇芳学園への入学を決意する。

## 登場人物

### メインキャラクター
中條 柊哉（なかじょう しゅうや）
本作の主人公。子供のころから霊感があり、そのことを周りに言わずに隠して生きてきた。蘇芳学園への入学を誘われたことをきっかけに、霊感を持つ意味を考えるようになる。
東瀬 まつり（あずせ まつり）
声 - 桃也みなみ
身長 - 159 cm / 体重 - 48 kg / スリーサイズ - B78/W60/H80
柊哉を蘇芳学園に誘った、幽霊の少女。行動的で明るい性格をしている。流行に敏感で、テレビや雑誌を欠かさずにチェックしている。幽霊としての能力が高く、来ている服を変えたりテレビを付けたりすることができる。きゃびっとちゃんというアイドルの大ファンである。
西園 奏菜（にしぞの かんな）
声 - 小倉結衣
身長 - 151 cm / 体重 - 43 kg / スリーサイズ - B92/W62/H88
柊哉の同級生で霊感を持つ少女。6人姉弟の長女である。まつりと仲がよく、暴走しがちな彼女の抑え役である。面倒見がよく、優しい性格をしている。甘いものが大好物で、近隣の飲食店はすべて頭に入っている。
南須原 雛菊（なすはら ひなぎく）
声 - 御苑生メイ
身長 - 165 cm / 体重 - 52 kg / スリーサイズ - B85/W59/H80
テレビ番組によく出演する霊感少女。モデルとしても活動している。蘇芳学園に通っており、柊哉の同級生である。自尊心が強く、人付き合いを苦手としている。幽霊と共に過ごすことに反対しており、そのことが原因でまつりとよく衝突する。
中條 杏（なかじょう あん）
声 - 藤邑鈴香
身長 - 144 cm / 体重 - 39 kg / スリーサイズ - B71/W55/H72
柊哉の義妹。幼いころに両親と死別している。蘇芳学園へ進学するために実家を出た柊哉を追って、蘇芳学園の近くにある三咲女学園に編入した。品行方正で勉強も家事も得意という才女である。柔和な性格だが、少々ブラコン気味で過保護である。柊哉とは違って、霊感はまったくない。
第1回キャラクター人気投票で1位になったことを記念して、電撃姫 2013年2月号において抱き枕カバーの誌上通販が行われた
北尾 雪花（きたお せっか）
声 - ヒマリ
身長 - 155 cm / 体重 - 45 kg / スリーサイズ - B80/W58/H78
柊哉の同級生で、幽霊の少女。霊としての能力が弱いために服装を変えることができず、死んだときの服装のままずっと生活をしており、そのことをコンプレックスに感じている。内気な性格なためにクラスに馴染めておらず、授業をサボって屋上にて1人で過ごすことが多い。
第2回キャラクター人気投票では1位に輝いた。

### サブキャラクター
最上 一樹（もがみ いつき）
声 - とうや
柊哉の同級生かつ友人。入学初日に柊哉と意気投合し、彼の友人となった。快活な性格だが、下ネタ好きなのが玉に瑕である。慎重に物事を考えてから行動に起こす。好みのタイプは巨乳で年上の女性。
蘭子（らんこ）
声 - 羽高なる
蘇芳学園の理事長を務める、女性の幽霊。人間の教師のように仕事があるわけではなく、学園内をぶらついて過ごしている。料理を得意としており、学園に通う幽霊たちを集めて料理教室を開くことがある。長く幽霊として過ごしてきたが、貫禄はまったくない。理事長ではあるが大勢の人前で話をするのが苦手である。
下野 すみれ（しもの すみれ）
声 - 藍川珪
蘇芳学園で教師を勤めている女性。霊能者であり、教師に就く前は除霊の仕事を行っていた。生徒に対して厳しい態度を取るが、本当は学生想いの教師である。
長嶺 彬（ながみね あきら）
声 - ゆうひ
蘇芳学園の教師。分かりやすい授業と柔和な態度のおかげで、学生から人気がある。教師になる前は大学にて霊能力の研究を行っていた。蘇芳学園が新設される際に、スカウトされて教師となった。
由梨（ゆり）
声 - 渋谷ひめ
柊哉の同級生で、幽霊の少女。幽霊として100年以上生きており、物事を達観視している。控えめで頼りがいがある性格をしている。同級生のまつりのことを密かに気にかけている。
桐野 かすみ（きりの かすみ）
声 - 鈴谷まや
柊哉の同級生で、幽霊の少女。奏菜や由梨と仲がよい。幽霊としての力が弱く、そのことをコンプレックスに感じている。気配り上手な少女で、学園のために何かをしたいと考えている。
きゃびっとちゃん
人気急上昇中のUMA系アイドル。テレビ出演が多く、まつりの他にも多くのファンがいる。

## 用語
蘇芳学園（すおうがくえん）
新設されたばかりの学園で、霊感のある人間と幽霊が通っている。学生数は312人で、そのうち103人が幽霊である。教師も全員霊感があり、除霊などの専門職に就いていた人物もいる。外部には優秀な進学校と認識されている。普通の授業の他に、「特別総合授業」があり、この授業では霊に関する様々な知識を教えている。

## 主題歌
オープニングテーマ「キボウのソラ」
作詞 - 御厨みくり / 作曲 - MANYO / 歌 - 霜月はるか
エンディングテーマ「ハナのオト」
作詞 - 御厨みくり / 作曲 - MANYO / 歌 - MAMI